# راند مونتاین (آلاباما)
راند مونتاین (به انگلیسی: Round Mountain) یک منطقهٔ مسکونی در ایالات متحده آمریکا است که در شهرستان چروکی، آلاباما واقع شده‌است. راند مونتاین ۱۷۵٫۸۷ متر بالاتر از سطح دریا واقع شده‌است.